# 川西红景天
川西红景天（学名：Rhodiola dielsiana）为景天科红景天属的植物，是中国的特有植物。分布于中国大陆的四川等地，生长于海拔3,800米的地区，目前尚未由人工引种栽培。